# Stictopelta strigifrons
Stictopelta strigifrons är en insektsart som beskrevs av Leon Fairmaire. Stictopelta strigifrons ingår i släktet Stictopelta och familjen hornstritar. Inga underarter finns listade i Catalogue of Life.